# کامیلا یرکانیان
کامیلا یرکانیان-کشیشیان (ارمنی: Կամիլա Երկանյան-Քեշիշյան؛ انگلیسی: Camilla Yerkanyan زادهٔ ۱۷ مهٔ ۱۹۸۱)، نوازنده پیانو و شاعر اهل ارمنستان است.

## زندگی‌نامه
وی در ۱۷ مه ۱۹۸۱ در ایروان به دنیا آمد و از کنسرواتوار دولتی کومیتاس ایروان (۲۰۰۱) فارغ‌التحصیل گشت. وی عضو اتحادیه نویسندگان ارمنستان می‌باشد.